# Élection législative partielle de 1959 à Saint-Pierre-et-Miquelon
Les élections législatives partielles de 1959 se déroulent le 24 mai. Dans le territoire de Saint-Pierre-et-Miquelon, un député est à élire dans le cadre d'une circonscription.

## Élus
| Circonscription        | Député élu ou réélu        | Parti | Parti  |
| ---------------------- | -------------------------- | ----- | ------ |
| Circonscription unique | Dominique-Antoine Laurelli |       | Divers |

## Résultats

### Résultats à l'échelle du territoire
|                | Modérés                           | 968   | 38,89  | 0 |  |  |
|                | Union pour la nouvelle République | 376   | 15,11  | 0 |  |  |
|                | Droite parlementaire              | 1 344 | 54     | 0 |  |  |
|                |                                   |       |        |   |  |  |
|                | Divers                            | 1 145 | 46     | 1 |  |  |
|                |                                   |       |        |   |  |  |
| Inscrits       | Inscrits                          | 2 831 | 100,00 | 1 |  |  |
| Abstentions    | Abstentions                       | 307   | 10,84  |   |  |  |
| Votants        | Votants                           | 2 524 | 89,16  |   |  |  |
| Blancs et nuls | Blancs et nuls                    | 35    | 1,39   |   |  |  |
| Exprimés       | Exprimés                          | 2 489 | 98,61  |   |  |  |

### Résultats par circonscription
| | Dominique-Antoine Laurelli sortant réélu | Sans étiquette | 1 145 | 46     |  |  |  |
| | Claude Guy                               | Divers droite  | 968   | 38,89  |  |  |  |
| | Edgard Tupet-Thome                       | UNR            | 376   | 15,11  |  |  |  |
| |                                          |                |       |        |  |  |  |
| Inscrits | Inscrits                                 | Inscrits       | 2 831 | 100,00 |  |  |  |
| Abstentions | Abstentions                              | Abstentions    | 307   | 10,84  |  |  |  |
| Votants | Votants                                  | Votants        | 2 524 | 89,16  |  |  |  |
| Blancs et nuls | Blancs et nuls                           | Blancs et nuls | 35    | 1,39   |  |  |  |
| Exprimés | Exprimés                                 | Exprimés       | 2 489 | 98,61  |  |  |  |
| Source : France, Ministère de l'intérieur. Les Elections législatives . Métropole., la Documentation française, 1963 (lire en ligne) |                                          |                |       |        |  |  |  |